# Garsjön (Mora socken, Dalarna)
Garsjön är en sjö i Mora kommun i Dalarna och ingår i Dalälvens huvudavrinningsområde. Sjön har en area på 0,163 kvadratkilometer och ligger 333,9 meter över havet.

## Delavrinningsområde
Garsjön ingår i det delavrinningsområde (675399-141444) som SMHI kallar för Inloppet i Ryssjön. Medelhöjden är 322 meter över havet och ytan är 13,44 kvadratkilometer. Räknas de 6 avrinningsområdena uppströms in blir den ackumulerade arean 100,57 kvadratkilometer. Ryssån som avvattnar avrinningsområdet har biflödesordning 2, vilket innebär att vattnet flödar genom totalt 2 vattendrag innan det når havet efter 329 kilometer. Avrinningsområdet består mestadels av skog (86 procent). Avrinningsområdet har 0,17 kvadratkilometer vattenytor vilket ger det en sjöprocent på 1,3 procent.